# Plagiochila spathulifolia
Plagiochila spathulifolia là một loài rêu trong họ Plagiochilaceae. Loài này được Mitt. mô tả khoa học đầu tiên.